# Delta de la Copa
Delta de la Copa (δ Crateris), de nom tradicional Labrum, és un estel de la constel·lació de la Copa, el més brillant de la constel·lació amb magnitud aparent +3,56. El seu nom prové del llatí i es refereix al Sant Grial, calze utilitzat per Jesús i els Apòstols en l'Últim Sopar, també utilitzat per José de Arimatea per recollir la sang de Jesucrist en la Creu.
A 195 anys llum de distància del Sistema Solar, Labrum és una gegant taronja de tipus espectral K0III amb una temperatura superficial de 4600 K. Com en d'altres estels d'aquest tipus, en el seu tranquil interior l'heli es transforma en carboni i oxigen. El seu radi és 21 vegades més gran que el radi solar, essent la seva lluminositat 175 vegades major que la del Sol.
Labrum és una de les moltes gegants taronja visibles en el cel nocturn, entre elles la veïna Alkes (α Crateris). A diferència d'aquesta, Labrum presenta una metal·licitat bastant baixa, la qual cosa sumat a la seva velocitat relativa respecte al Sol de 68 km/s (més del doble del normal), fa sospitar que Labrum prové de fora del fi disc galàctic on està el Sol, d'una regió més antiga amb un menor contingut en elements pesants.